# Thomas Webster

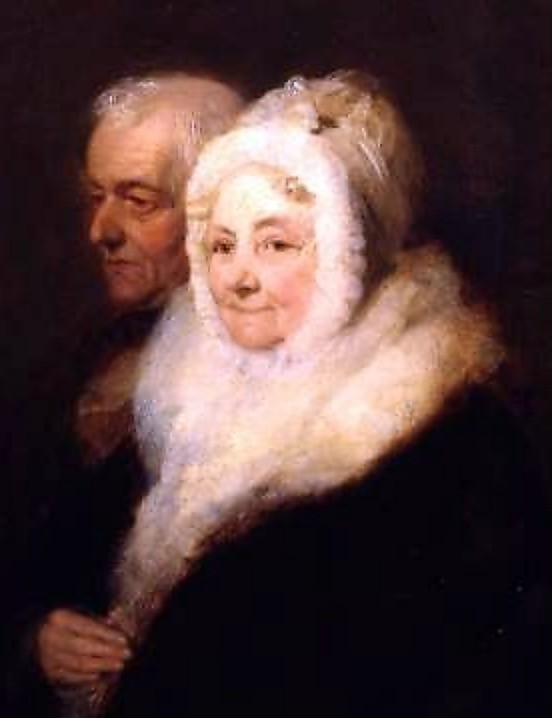
Los padres del artista, h. 1844 (detalle)

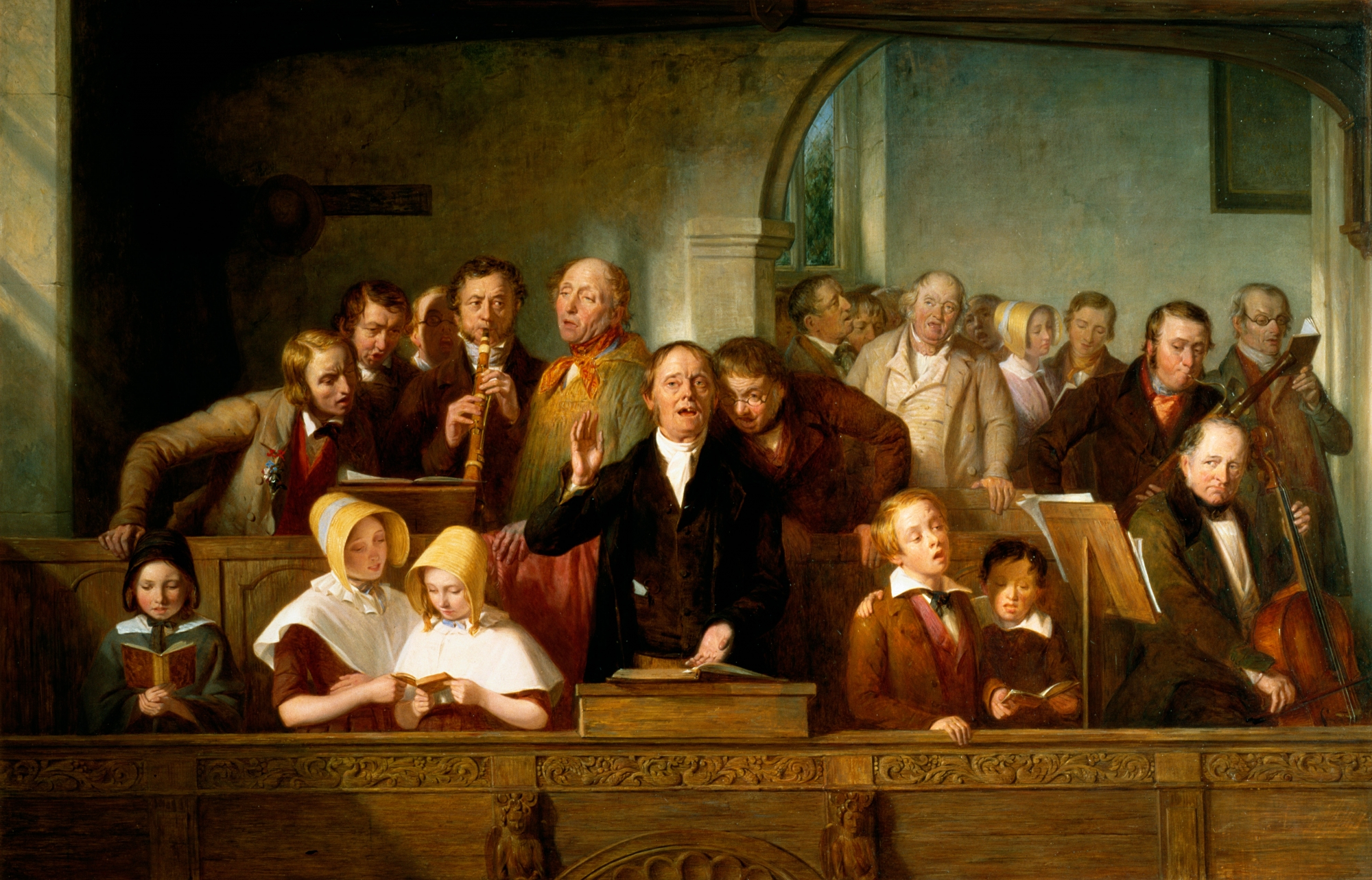
El coro del pueblo, h. 1847

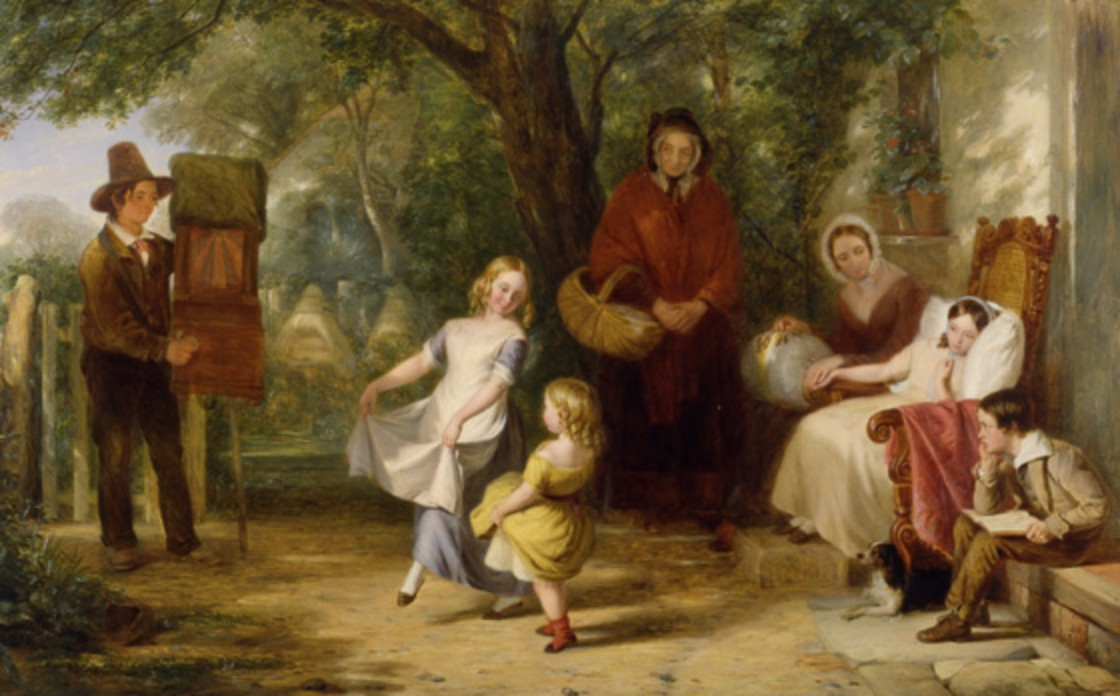
En la salud y en la enfermedad, 1843

Thomas Webster (Ranelagh Street, Pimlico, Londres, 10 de marzo de 1800 - Cranbrook, Kent, 23 de septiembre de 1886) fue un pintor figurativo británico.
Su padre era un miembro del hogar de Jorge III. El hijo, después de haber demostrado aptitudes para la música, se convirtió en miembro del coro de la Capilla Real St. Jame's. Sin embargo desarrolló un amor aún más fuerte por la pintura, y en 1821 fue admitido como estudiante en la Royal Academy, a cuyas exposiciones contribuyó, en 1824, con retratos de la señora Robinson y familia.
Al año siguiente ganó su primera medalla en la escuela de pintura. Hasta 1879 continuó exponiendo en la Royal Academy obras de un carácter genial y amablemente humorístico, tratando por lo general temas de incidentes familiares y especialmente de la vida infantil. Muchos de estos fueron en extremo populares, en particular Punch (1840), que le sirvió para obtener en 1841 el título de associate of the Royal Academy (asociado de la Academia Real), seguido cinco años más tarde por la calidad plena del de socio. Se convirtió en un académico retirado honorario en 1877, muriendo en Cranbrook, Kent, el 23 de septiembre de 1886.
Webster fue el líder de un grupo de artistas que se llamaron a sí mismos The Cranbrook Colony («La colonia de Cranbrook»). Algunos de sus cuadros se reprodujeron como grabados o láminas gracias al pionero Abraham Le Blond: Please remember the Grotto, Snowballing y, quizá, The Swing. Su Going into School, or the Truant (1836) y su Dame's School (1845) se encuentran en la National Gallery de Londres, y cinco de sus obras están en el Museo Victoria y Alberto. Como curiosidad, sus cuadros Going to the Fair y Returning from the Fair muestran a sus progenitores.